# Ан-Нафиса, Шайе
Шайе Ан-Нафиса (араб. شايع النفيسة‎; 20 марта 1962, Эль-Хардж, Эр-Рияд — 15 января 2023, Эль-Хардж, Эр-Рияд) — саудовский футболист, играл на позиции нападающего. Обладатель Кубка Азии 1984 года.

## Биография

### Клубная карьера
В юности занимался плаванием, а затем сосредоточился на футбольной карьере. Всю футбольную карьеру играл за «Аль-Кавкаб», но основная его карьера прошла в Первом дивизионе. В 1985 и 1987 годах пробивался с командой в Премьер-лигу. Частые травмы сломали его карьеру и в 1991 году после третьей травмы коленного сустава он ушёл из футбола.

### Карьера в сборной
Дебютировал за сборную Саудовской Аравии 12 декабря 1980 года в товарищеском матче со сборной Индонезии — Саудовская Аравия выиграла ту встречу со счётом 8:0 и Ан-Нафиса забил 2 гола. Был включён в состав сборной на Кубок Азии 1984 года, где отличился в финальном матче против сборной Китая — саудовцы выиграли со счётом 2:0 и завоевали первый в истории титул.
В составе сборной Саудовской Аравии принимал участие на олимпийском футбольном турнире 1984 года, где сыграл в двух матчах группового этапа со сборной Бразилии (1:3) и Марокко (0:1). По итогам группового этапа сборная Саудовской Аравии не вышла из группы. Всего за сборную сыграл 32 матча и забил 10 голов.

### Смерть
Скончался 15 января 2023 года в возрасте 60 лет.

## Достижения
«Аль-Кавкаб»
- Победитель Первого дивизиона (1) : 1986/87

 Саудовская Аравия
- Обладатель Кубка Азии (1) : 1984